# One Hot Minute
A One Hot Minute a Red Hot Chili Peppers hatodik stúdióalbuma, amely 1995. szeptember 12-én jelent meg a Warner Bros. Records gondozásában. Az előző album, a Blood Sugar Sex Magik óriási sikernek bizonyult, a gitáros John Frusciante azonban nem tudott megküzdeni az ezzel járó hírnévvel, így 1992-ben, turné közben lépett ki az együttesből. Több, rövid távra beugró gitáros után végül a Jane’s Addiction-ből ismert Dave Navarro csatlakozott a bandához, akinek a One Hot Minute lett az első, és egyetlen közös albuma a Chilivel. 
A dalokat a hollywoodi Sound Factory-ban vették fel 1994 júniusa és 1995 februárja között. Ez volt a második Red Hot Chili Peppers album, amelynek Rick Rubin volt a producere.
Az együttes a lemezen eltávolodott a rá korábban jellemző funk stílustól, és Navarro hatására a heavy metal, valamint a pszichedelikus rock irányába mozdult el. Miután az énekes Anthony Kiedis öt év után visszaszokott a kokainra és a heroinra, a dalok szövegeit nagyban meghatározta a függőség, és annak erős hatásai. Ezek miatt az egész albumot sötét, melankolikus hangulat jellemzi. Érdekesség, hogy a Pea című dalt a basszusgitáros, Flea énekli.
A One Hot Minute nem közelítette meg a Blood Sugar Sex Magik sikereit: az új albumból fele annyi példányt sem adtak el, mint a BSSM-ből, és jóval kedvezőtlenebb fogadtatásban is részesült, mint elődje. A súlyos drogproblémákkal küzdő Dave Navarrót 1998-ban kirúgták az együttesből, helyére John Frusciante tért vissza.

## Számsorrend
1. Warped
2. Aeroplane
3. Deep Kick
4. My Friends
5. Coffee Shop
6. Pea
7. One Big Mob
8. Walkabout
9. Tearjerker
10. One Hot Minute
11. Falling Into Grace
12. Shallow Be Thy Game
13. Transcending